# Marcos Astina
Marcos Emanuel Astina (Buenos Aires, Argentina, 21 de enero de 1996) es un futbolista argentino que juega como centrocampista. Actualmente juega en el Club Atlético Alvarado.

## Trayectoria

### Atlanta
El 22 de junio de 2019 luego de ascender con Atlético San Luis de México firma con el Club Atlético Atlanta para jugar en la temporada 2019/20 del Nacional B de Argentina cuyo objetivo será retomar el ascenso a la primera división donde supo militar hasta el año 1985. Hizo las divisiones formativas en el Club Atlético Lanús. El 8 de septiembre de 2013 estuvo en el banco de suplentes del primer equipo granate, no ingresó.
Finalmente, el 1 de diciembre de 2013 debutó en Primera ante Boca, marcando un gol a los 22 minutos del partido, que terminó 2-2.

## Selección nacional

### Selección Argentina Sub-17
Participó en la Selección Argentina sub-17 del 2013 que ganó el campeonato Sudamericano del mismo año.

## Estadísticas
| Club            | Temporada | Div. | Liga | Liga | Copa Nacional | Copa Nacional | Copa Internacional | Copa Internacional | Total | Total |
| Club            | Temporada | Div. | PJ   | G    | PJ            | G             | PJ                 | G                  | PJ    | G     |
| --------------- | --------- | ---- | ---- | ---- | ------------- | ------------- | ------------------ | ------------------ | ----- | ----- |
| Lanús Argentina |           |      |      |      |               |               |                    |                    |       |       |
| 2012/13         | 1.ª       | 0    | 0    | -    | -             | -             | -                  | 0                  | 0     |       |
| 2013/14         | 1.ª       | 2    | 1    | -    | -             | -             | -                  | 2                  | 1     |       |
| Total           | Total     | 2    | 1    | -    | -             | -             | -                  | 2                  | 1     |       |

## Palmarés

### Títulos nacionales
| Título     | Club                 | País   | Año  |
| ---------- | -------------------- | ------ | ---- |
| Ascenso MX | Atlético de San Luis | México | 2018 |

### Torneos internacionales
| Competición         | Posición | Equipo    | País      | Año  |
| ------------------- | -------- | --------- | --------- | ---- |
| Sudamericano Sub-17 | Campeón  | Argentina | Argentina | 2013 |
| Mundial Sub-17      | Cuarto   | Argentina | EAU       | 2013 |
| Copa Sudamericana   | Campeón  | Lanús     | Argentina | 2013 |